# Tamihana Te Rauparaha
Tamihana Te Rauparaha est un chef maori de Nouvelle-Zélande du XIXe siècle.

## Biographie
Né Katu Te Rauparaha, probablement vers 1819 dans le nord du Taranaki, il est fils de Te Rauparaha, chef de l’iwi (tribu) Ngati Toa. Il participe aux campagnes militaires des Ngati Toa aux côtés de son père durant les guerres des mousquets, de la période pré-coloniale. Se convertissant au christianisme en 1841, il prend le nom de Tamihana, maorisation de l'anglais Thompson. Il promeut dès lors activement l'extension du christianisme comme moyen d'apporter la paix entre les tribus en guerre depuis des décennies.
À partir du milieu des années 1840, après l'annexion de la Nouvelle-Zélande à l'Empire britannique, il adopte « l'habit et le mode de vie d'un gentleman anglais » : Il devient grand fermier ovin, se fait construire une maison de style européen et, en s'enrichissant, emploie des colons britanniques comme domestiques.
De 1850 à 1852 il visite le Royaume-Uni, et est présenté à la reine Victoria. De retour en Nouvelle-Zélande, il propose la création d'une monarchie unitaire maorie, sur le modèle britannique, pour unifier les tribus par delà leurs différences et pour y promouvoir l'État de droit. Il espère également que cela facilite la coexistence pacifique des Maoris et des colons. Il en résulte le Kingitanga, qui fédère des tribus de l'Île du Nord sous une monarchie pan-tribale incarnée par Potatau Te Wherowhero. En 1860, toutefois, Tamihana rompt avec le Kingitanga, qu'il perçoit comme hostile au gouvernement des colons.
Il se rapproche du gouvernement néo-zélandais, accompagne le gouverneur George Bowen lorsque celui-ci effectue une tournée de l'Île du Sud en 1869, et est employé par le gouvernement comme assesseur à partir de la première moitié des années 1860. Il meurt le 22 ou le 23 octobre 1876.